# Schaefferia duodecimoculata
Schaefferia duodecimoculata är en urinsektsart som först beskrevs av Steiner 1955.  Schaefferia duodecimoculata ingår i släktet Schaefferia och familjen Hypogastruridae. Inga underarter finns listade i Catalogue of Life.